# Cicle tebà

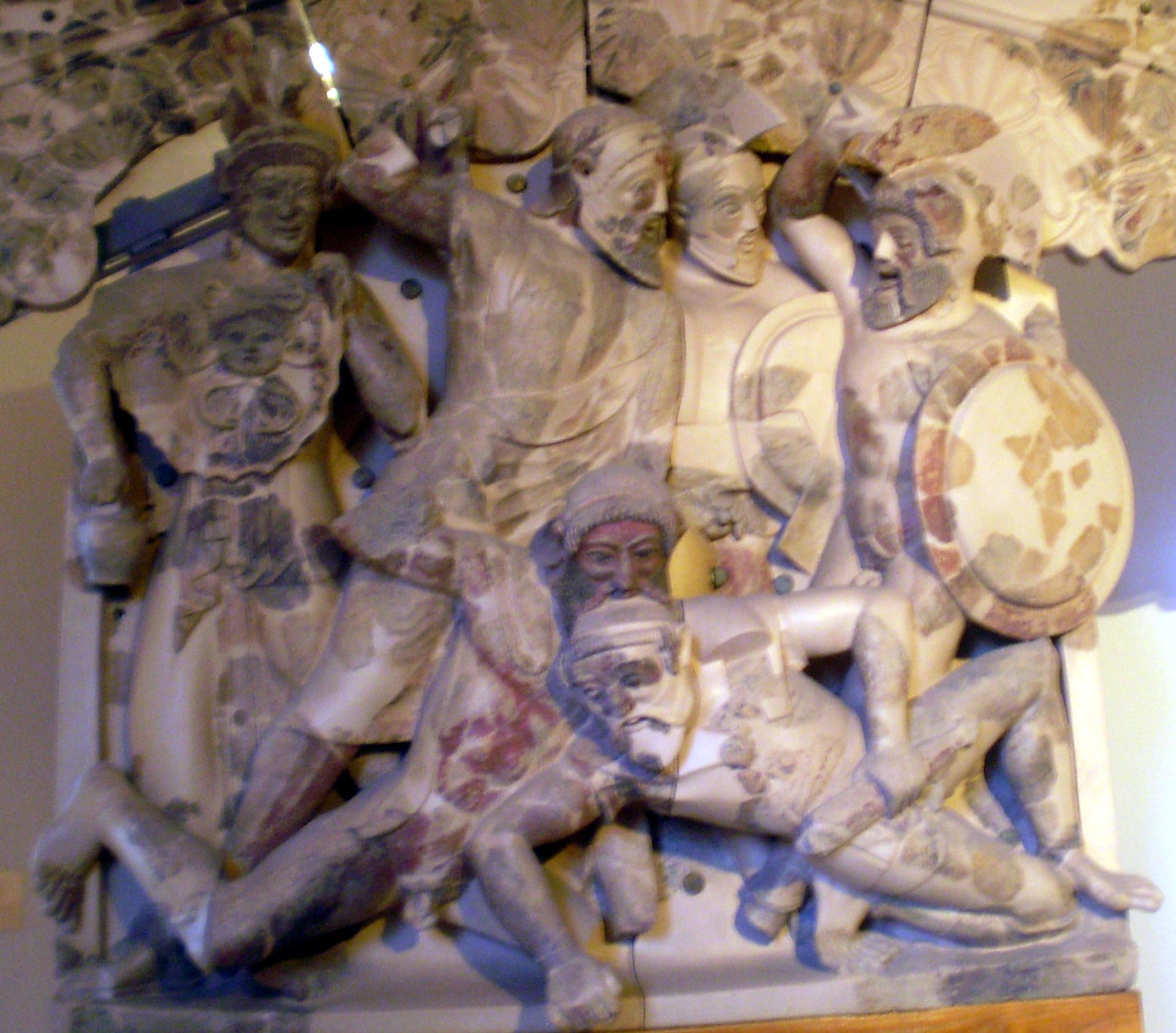
Detall del grup de l'argila amb l'escena mitològica del cicle tebà, des de la zona del temple de A a Pyrgi, mitjan segle V aEC.

El Cicle tebà (Θηβαϊκὸς Κύκλος) és una col·lecció de quatre poemes èpics perduts de l'antiga literatura grega que relaten la història mítica de la ciutat de Tebes a Beòcia. Van ser compostos en vers d'hexàmetre dactílic i probablement van ser escrits entre els anys 750 aC i 500 aC.
L'erudit del segle ix i clergue Foci I, a la seva Bibliotheca, va considerar el cicle tebà com a part del Cicle èpic, però els estudiosos moderns normalment separen els dos grups per pertànyer a temes i estils diferents. Les històries que explicava el Cicle tebà eren tradicionals. Tant la Ilíada com l'Odissea en mostren coneixement. Les narracions més famoses del Cicle eren les que parlaven d'Èdip i de les batalles de la Guerra dels set Cabdills contra Tebes.
Les epopeies del Cicle tebà eren:
- Οἰδιποδία Edipòdia, atribuïda a Cinetó de Lacedemònia, que explicava la resposta d'Èdip a l'enigma de l'Esfinx i possiblement el seu casament incestuós amb la seva pròpia mare Jocasta o Epicasta.[a]
- Θηβαΐς Tebaida, d'autor incert però atribuïda a Homer a l'antiguitat. Explicava la història de la lluita entre els dos fills d'Èdip, Etèocles i Polinices, i del fracàs de l'expedició de Polinices contra la ciutat de Tebes coneguda com la Guerra dels Set Cabdills, on van morir tant Etèocles com Polinices.[b]
- Ἐπίγονοι, Els Epígons, poema atribuït a Antímac de Teos i també a Homer, una continuació de l'anterior que explicava l'expedició dels Epígons.
- Ἀλκμαιωνίδα Alcmeònida, d'autor desconegut, narrava la història d'Alcmeó que va matar a la seva mare Erifile per haver organitzat la mort del seu pare Amfiarau, que s'explicava a la Tebaida.